# Es geschah an der Grenze
Es geschah an der Grenze ist eine 13-teilige Krimiserie, die ab Februar 1960 im Regionalprogramm des Süddeutschen Rundfunks ausgestrahlt wurde. Produzentin war die Werbung im Südwestfunk GmbH.

## Inhalt
Nach wahren Begebenheiten erzählt die Serie in abgeschlossenen Folgen vom Grenzschmuggel zwischen Deutschland und der Schweiz rund um den Bodensee in den 1950er-Jahren. In einer Rahmenhandlung befragt ein Reporter des Südwestfunks einen Zollbeamten nach Vorkommnissen, die dieser dann erzählt. Bei den geschmuggelten Waren handelt es sich  hauptsächlich um Genussmittel wie Kaffee, Schokolade, Alkohol oder Zigaretten. Am Ende einer Folge berichtet der Beamte, mit welcher Strafe die Schmuggler belegt wurden.

## Sonstiges
Drehort der Serie war der Bodensee und die umliegende Region. Für die Drehbücher gewährte die Oberzolldirektion Freiburg Einsicht in ihre Akten.
Produziert wurde die Serie bereits ab 1958. Laut der Krimihomepage soll es Unklarheiten über die Anzahl der Folgen geben. Während der Südwestfunk von lediglich acht Folgen spricht, sind im Kabel-eins-Serienlexikon zwölf Episoden aufgeführt, ebenso bei IMDb. Deshalb ist auch zu vermuten, dass die Folge Gefährliche Wege mit der im Dezember 1961 vom Regionalprogramm des Westdeutschen Rundfunks gesendeten Folge Gefährliche Schmuggelpartie über den Bodensee identisch ist.
Die Folgen wurden unregelmäßig gesendet, teilweise vergingen mehrere Monate bis zur Ausstrahlung der nächsten Episode.
Bekannte Gastdarsteller waren unter anderem Wolfgang Völz, Gernot Duda, Herta Fahrenkrog, Willi Rose, Gerd Vespermann, Edith Schultze-Westrum, Karin Baal, Wolfried Lier, Ulrich Beiger, Hans Reiser, Herbert Tiede, Helmut Brasch, Herta Staal oder Reinhard Glemnitz.
In der Straßenfeger-Reihe der ARD ist die Serie auf DVD erhältlich. Einzelne Folgen sind auch auf YouTube zu sehen.

## Episodenliste
| Folge | Erstausstrahlung   | Titel                                         |
| 1     | 24. Februar 1960   | Jagd im Dunkel                                |
| 2     | 23. März 1960      | Das Boot im Schilf                            |
| 3     | 14. April 1960     | Spiel mit dem Feuer                           |
| 4     | 20. April 1960     | Gesetz ist Gesetz                             |
| 5     | 15. Juni 1960      | Nur ein kleiner Fisch                         |
| 6     | 21. September 1960 | Die falsche Erbschaft                         |
| 7     | 14. Dezember 1960  | Zehn Zoll zuviel                              |
| 8     | 1. Februar 1961    | Von Hand zu Hand                              |
| 9     | 1. März 1961       | Zug um Zug                                    |
| 10    | 26. April 1961     | Um eine Nasenlänge                            |
| 11    | 24. Mai 1961       | Das perfekte Alibi                            |
| 12    | 21. Juni 1961      | Gefährliche Wege                              |
| 13    | 7. Dezember 1961   | Gefährliche Schmuggelpartie über den Bodensee |